# Universität von Havanna
Die Universität von Havanna (span.: Universidad de La Habana), Kurzform UH wurde am 5. Januar 1728 gegründet und ist damit die älteste Universität Kubas. Sie befindet sich in Havannas Stadtteil Vedado.

## Geschichte

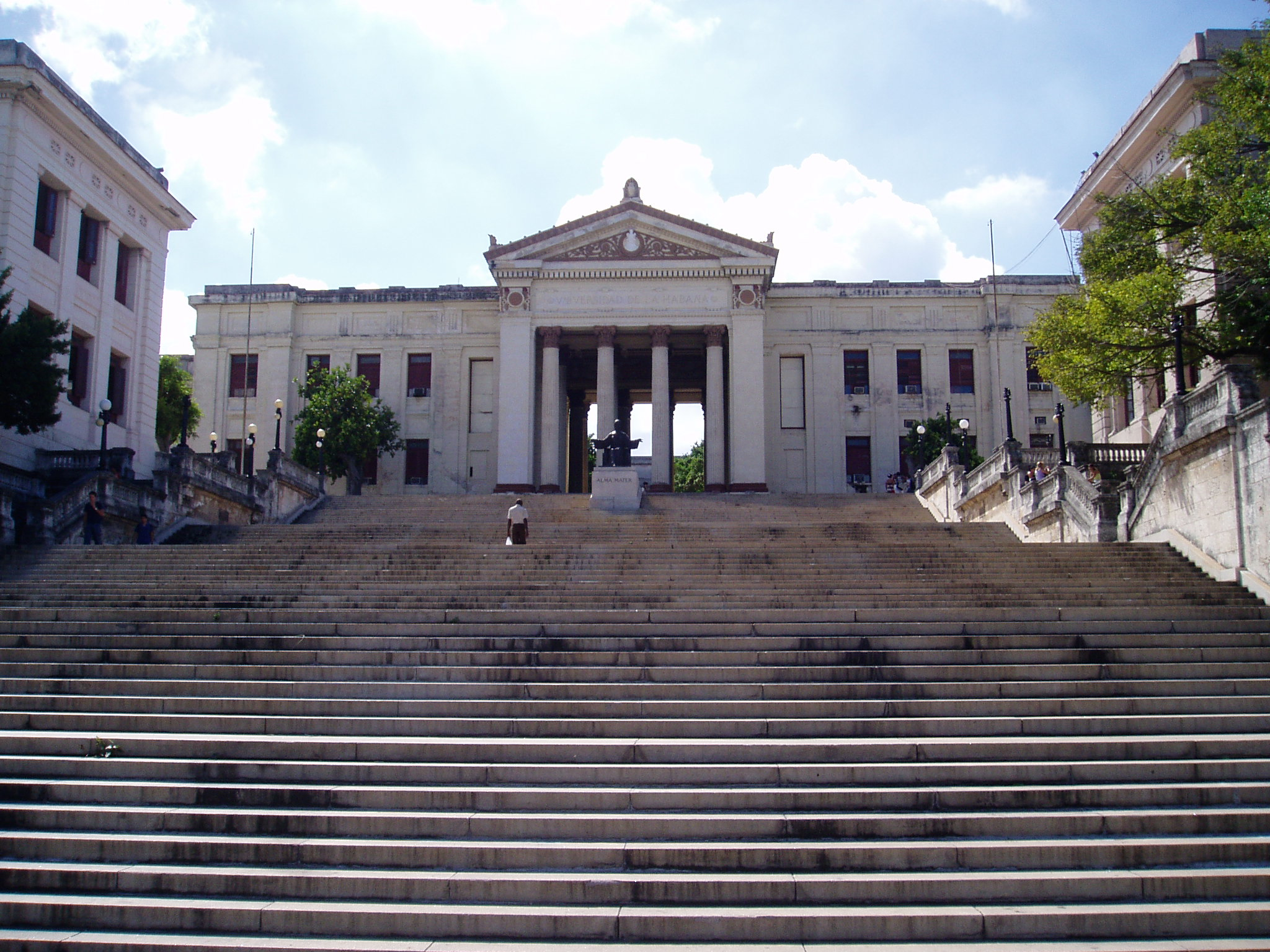
Hauptgebäude der Universität

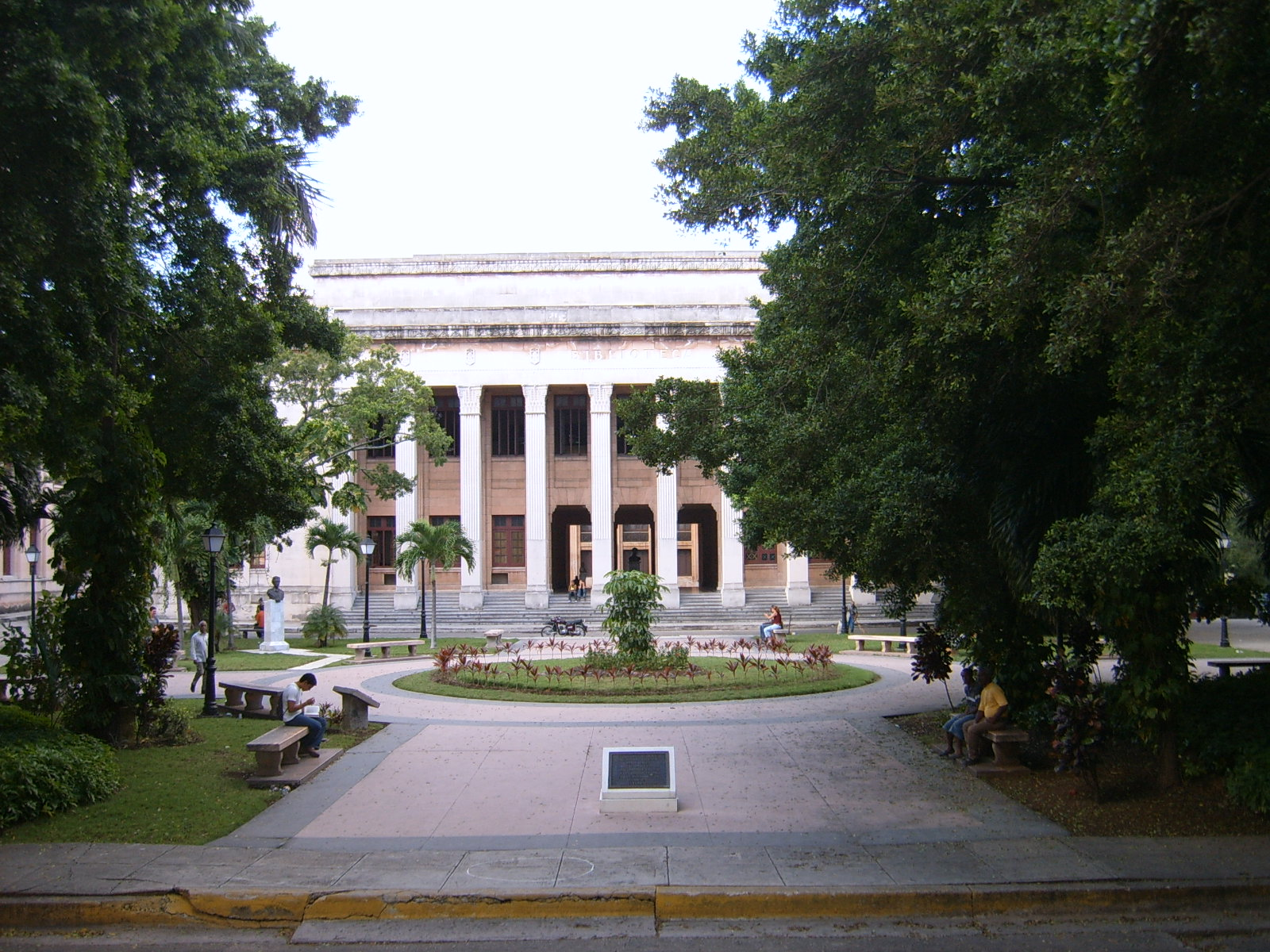
Garten der Universität

Die Universität wurde unter dem Namen Real y Pontificia Universidad de San Gerónimo de La Habana (Königliche und päpstliche Universität St. Hieronymus zu Havanna) gegründet. Die Gründung wurde durch Papst Innozenz XIII. und König Philipp V. von Spanien autorisiert.
Im Jahre 1842 änderte die Universität ihren Status in eine weltliche Bildungseinrichtung und änderte ihren Namen nach Real y Literaria Universidad de La Habana (Königliche und literarische Universität zu Havanna). In späteren, republikanischen Zeiten hieß sie Universidad Nacional (Nationaluniversität).
Die Universität befand sich zuerst auf dem Gelände des Klosters San Juan de Letrán in Habana Vieja, der historischen Altstadt. Am 1. Mai 1902 zog der Campus auf einen Hügel, den die Habaneros als Aróstegui-Hügel kannten und der heute als Universitäts-Hügel bekannt ist. Auf dem ursprünglichen Gelände in der Altstadt residiert seit 2007 in einem Neubau das Colegio Universitario de San Gerónimo, die der Universität angegliederte Fakultät für Denkmalschutz.
Das Interieur der Aula Magna de la Universidad de La Habana, wo die sterblichen Überreste des kubanischen Denkers
Félix Varela (1788–1853) liegen, wurde durch den kubanischen Künstler Armando Menocal gestaltet. Die Fresken stellen die ersten Fachbereiche der Universität dar: Medizin, Wissenschaft, Kunst, das Denken, Literatur und Recht dar.
Am Haupteingang erhebt sich das Rektorat mit seiner neoklassizistischen Architektur, inspiriert durch den Parthenon in Athen und zwischen dem Rektorat und der großen Treppe mit 88 Stufen erhebt sich eine Bronzestatue, die Alma Mater, Symbol der Universität, die mit ihren geöffneten Armen die Studenten willkommen heißt. Die Skulptur wurde 1919 vom tschechischen Künstler Mario Korbel erschaffen. Für das Gesicht hatte eine junge Kubanerin von 16 Jahren, Tochter von José Ramón Villalón y Sánchez, Professor für Mathematik und Analytik, Modell gestanden. Für den Körper nahm der Künstler eine ältere, kreolische Frau als Modell.
Die Universität musste zu verschiedenen Zeiten des 20. Jahrhunderts ihren Studienbetrieb einschränken oder ganz einstellen, was darauf zurückzuführen war, dass die Studenten und der Lehrkörper der Universität eine lange Tradition politischer Aktivität hatten. In besonderem Maße betroffen hiervon waren die rechts- und wirtschaftswissenschaftlichen Fakultäten.
Zur Universität gehört ein wichtiges Stadion, in dem die traditionsreichen Karibischen Spiele veranstaltet werden, die international bekannte Sportler hervorgebracht haben. Dieser sportlichen Tradition folgend, wurde Sport als obligatorisches Unterrichtsfach für mindestens zwei Studienjahre in den Studienplan für alle Fakultäten aufgenommen.
Die Hauptbibliothek Rubén Martínez Villena wurde im Jahre 1936 eingerichtet.
Mit dem Gesetz vom 11. August 1919, erlassen durch den damaligen Präsidenten Mario García Menocal (1913–1921), erhielt die Universität das Recht, die Ehrendoktorwürde zu verleihen. 1942 wurde dies in die Statuten der Universität aufgenommen und im Jahre 1960 nach dem Sieg der Revolution durch das Gesetz zur Universitätsreform bestätigt.
Das Gesetz des Systems von Auszeichnungen und Ehrentitel (Gesetz Nr. 17 vom 28. Juni 1978) wurde jedes Recht auf universitäre Ehrungen stillschweigend abgeschafft, doch war es so schwach, dass es bis zum heutigen Tage in nahezu allen Universitäten des Landes üblich ist, solche Ehrendoktorwürden zu verleihen.
Im Rahmen von Staatsbesuchen erhielten beispielsweise im September 2011 der Staatspräsident Boliviens, Evo Morales, und im Januar 2012 sein iranischer Amtskollege Mahmud Ahmadinedschad in der Magna Aula der Universität Havanna jeweils die Ehrendoktorwürde im Fach Politikwissenschaften.
Geleitet wird die Universität von ihrem Rektor, Gustavo Cobreiro Suárez, Mitglied des Zentralkomitees der Kommunistischen Partei Kubas.

## Studium
Die Universität besteht aktuell aus 15 Fakultäten und 14 Forschungszentren verschiedener Gebiete, wie
Ökonomie, Naturwissenschaften, Sozialwissenschaften und Geisteswissenschaften. Es werden ungefähr 25.000 Studenten in 25 Fachrichtungen unterrichtet.

## Austauschprogramme
Seit 2006 betreibt die Harvard University ein Austauschprogramm an der Universität von Havanna. Dadurch erhalten jedes Jahr dutzende Harvard-Studenten sowie kubanische Dozenten die Möglichkeit eines Auslandsaufenthalts. 2017 wurde ein neuer Vertrag unterzeichnet, der die wissenschaftliche Kooperation und den Bildungsaustausch zwischen Kuba und den Vereinigten Staaten weiter ausbauen soll. Auch deutsche Universitäten unterhalten Kooperationen mit der Universität Havanna. So gibt es für Studierende des Instituts für Romanistik an der Martin-Luther-Universität Halle-Wittenberg die Möglichkeit, ein oder mehrere Semester ihres Studiums an der Geisteswissenschaftlichen Fakultät der Universität von Havanna zu verbringen. An der Humboldt-Universität Berlin haben Studierende aller Fachrichtungen mit Ausnahme von Medizin und Jura die Möglichkeit, ein oder zwei Semester an der Universität von Havanna zu studieren. Weitere deutsche Unis, die eine Kooperation mit der Universität von Havanna unterhalten, sind u. a. die Universität Köln und die Universität Kassel.

## Bekannte Studenten und Professoren
- Felipe Poey (1799–1891), Naturforscher
- Carlos Manuel de Céspedes (1819–1874), Freiheitskämpfer
- Carlos Juan Finlay (1833–1915), Arzt
- Ignacio Agramonte (1841–1873), Rechtsanwalt und Freiheitskämpfer
- Julio Antonio Mella (1903–1929), Studentenführer
- Eduardo Chibás (1907–1951), Rechtsanwalt und Politiker
- Fidel Castro Ruz (1926–2016), Revolutionär, Politiker, Regierungschef und Staatspräsident
- Felipe Kast (* 1977), chilenischer Politiker